# Вартау
Вартау (нім. Wartau) — громада  в Швейцарії в кантоні Санкт-Галлен, виборчий округ Верденберг.

## Географія
Громада розташована на відстані близько 160 км на схід від Берна, 39 км на південь від Санкт-Галлена.
Вартау має площу 41,8 км², з яких на 6,8% дозволяється будівництво (житлове та будівництво доріг), 45,8% використовуються в сільськогосподарських цілях, 38,4% зайнято лісами, 9% не є продуктивними (річки, льодовики або гори).

## Демографія
2019 року в громаді мешкало 5295 осіб (+5% порівняно з 2010 роком), іноземців було 30,8%. Густота населення становила 127 осіб/км².
За віковим діапазоном населення розподілялося таким чином: 23% — особи молодші 20 років, 59,4% — особи у віці 20—64 років, 17,6% — особи у віці 65 років та старші. Було 2195 помешкань (у середньому 2,4 особи в помешканні).
Із загальної кількості 2125 працюючих 213 було зайнятих в первинному секторі, 871 — в обробній промисловості, 1041 — в галузі послуг.